# Emma Ivon
Emma Allis Novi, nota anche con lo pseudonimo di Emma Ivon (Milano, 1851 – Genova, 31 gennaio 1899), è stata un'attrice teatrale e scrittrice italiana.

## Biografia
Nel 1874 entrò a far parte nella compagnia del Teatro milanese di Cletto Arrighi. Nel 1876 ne divenne prima attrice con Edoardo Ferravilla, Gaetano Sbodio ed Edoardo Giraud. Nel 1878 ne divenne socia. Fu apprezzata per bellezza, eleganza e recitazione schietta.
Nel 1879 fu processata per simulazione di maternità e sostituzione di infante, accuse da cui fu poi assolta. Riprese a recitare sotto l'egida di Ferravilla, poi si ritirò nel 1897.

## Pubblicazioni
- Le confessioni, diario (1863)
- Quattro milioni, romanzo autobiografico (1883)